# 軍事博物館 (貝爾格勒)
軍事博物館是塞爾維亞首都貝爾格勒的一座博物館，位於多瑙河和薩瓦河的匯流處。博物館收藏有3,000多件古代和現代有關軍事的藏品。博物館成立於1878年8月22日，在1904年正式公開，這一年也是塞爾維亞革命100週年紀念。一戰期間博物館被奧匈帝國軍隊摧毀。南斯拉夫王國時期，博物館得到了恢復。但在二戰期間，博物館又遭到損壞。博物館內還展示有一些1999年北約空襲南斯拉夫時的物品。